# كيث كونور
كيث كونور (بالإنجليزية: Keith Connor)‏ هو لاعب القفز الثلاثي بريطاني، ولد في 16 سبتمبر 1957 في أنغويلا في المملكة المتحدة.

## وصلات خارجية
- كيث كونور على موقع الاتحاد الدولي لألعاب القوى (الإنجليزية)
- كيث كونور على موقع الاتحاد الأوروبي لألعاب القوى (الإنجليزية)
- كيث كونور على موقع اللجنة الأولمبية الدولية (الإنجليزية)
- كيث كونور على موقع أوليمبيديا (الإنجليزية)